# Movimento per i diritti civili dell'Irlanda del Nord
Il Movimento per i diritti civili dell'Irlanda del Nord (in lingua gaelica irlandese: Gluaiseacht na gCeart Sibhialta i dTuaisceart Éireann; in lingua inglese: Northern Ireland civil rights movement) è emerso all'inizio degli anni '60 per combattere la discriminazione contro i cattolici in Irlanda del Nord.
All'inizio degli anni '60 compaiono le prime associazioni che lottano per l'uguaglianza civica, guidate da liberali e laburisti principalmente cattolici ma anche protestanti. 
Quando Terence O'Neill divenne Primo Ministro dell'Irlanda del Nord nel 1963, nacque qualche speranza di cambiamento, sventata da Unionisti e Lealisti. Nel 1964 fu fondata la Campaign for Social Justice. Nel 1965, il Partito Laburista creò un gruppo di pressione nel Parlamento britannico, la Campaign for Social Justice in Ulster.
Nel novembre 1966 fu fondata la Northern Ireland Civil Right Association (Associazione per i diritti civili dell'Irlanda del Nord), sostenuta da nazionalisti e repubblicani. Ispirata al Movimento per i diritti civili, organizzò diverse marce dal 1968, represse violentemente dal Royal Ulster Constabulary ed attaccata dai contro-dimostranti lealisti. In reazione nasce il 9 ottobre 1968 la Democrazia Popolare, un programma più socialista di quello della Northern Ireland Civil Association.
Bloccato dall'opposizione unionista, Terence O'Neill non realizza le sue promesse di riforme sociali. 
Nonostante la violenza del conflitto in Irlanda del Nord, i vari gruppi di pressione sui diritti civili continuano le loro azioni.
Il 30 gennaio 1972, l'Associazione per i diritti civili dell'Irlanda del Nord organizzò una manifestazione pacifista; soldati del 1º battaglione del reggimento paracadutisti dell'esercito britannico spararono contro i manifestanti, colpendone 26 e causando la morte di 14 persone: fu denominata Bloody Sunday («domenica di sangue»).